# نادي ألمع
نادي ألمع السعودي لكرة القدم هو نادٍ كرة قدم سعودي محترف، تأسس عام 2014، مقرهُ محافظة رجال ألمع بمنطقة عسير جنوب غرب السعودية،  يلعب النادي حالياً في دوري الدرجة الثالثة السعودي.